# Samlingspartiets ungdomsförbund
Samlingspartiets Ungdomsförbund r.f., fi. Kokoomuksen Nuorten Liitto r.y. (KNL), är ett finländskt politiskt ungdomsförbund, knutet till Samlingspartiet.
Förbundet är medlem i International Young Democrat Union (IYDU) samt Europeiska folkpartiets ungdomsförbund (YEPP).